# Sternchen (Schriftzeichen)
Das Sternchen, auch der Stern, Asteriskus oder Asterisk (*, als Anmerkungszeichen älter auch ※; von spätlateinisch asteriscus, von altgriechisch ἀστερίσκος asterískos, „Sternchen“) ist ein typografisches Zeichen in Form eines kleinen fünf- oder sechsstrahligen Sterns.

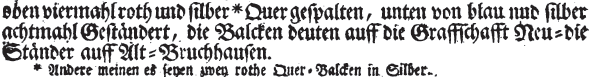
8-strahliges Sternchen als Fußnotenzeichen in einem deutschen Druck von 1779

Das Sternchen in den Schriftarten Arial, Times New Roman, Calibri, Cambria, Palatino Linotype, Andron Mega Corpus, DejaVu Sans, DejaVu Serif, Cardo, Courier New und Consolas, jeweils zusammen mit dem Buchstaben I zur Markierung der Versalhöhe

## Verwendung

### Typografie und Schriftwesen
- Fußnotenzeichen: eine Anmerkung in Druckwerken, die aus dem Fließtext ausgelagert wird, um den Text flüssig lesbar zu gestalten
- Formulare: Kennzeichnung von Pflichtfeldern (* Name:)
- Platzhalter für nicht ausgeschriebene Buchstaben in tabuisierten oder aus anderen Gründen nicht auszuschreibenden Wörtern (f*** für „fuck“, oder schei*e)[4]
- Ahnenforschung: genealogisches Zeichen für „geboren“ (* 13. Mai 1968) – 1910 unter der Bezeichnung „Stern“ vom Berliner Verein Herold konzipiert und erstmals im Supplementband zur 6. Auflage von Meyers Großem Konversations-Lexikon verwendet[5]
- Trans-Sternchen: Versinnbildlichung von Geschlechtsidentitäten im Transgender-Spektrum (trans* Personen)
- Gendersternchen: Mittel der Inklusion aller Geschlechtsidentitäten (Lehrer*innen)
- Netzjargon: Einklammerung von Gefühlsäußerungen in Chats und Internetforen (*grins*), einzelne Sternchen für Korrekturen in Chats und Kommentaren auf Internetplattformen (*seit oder seit*)
- Asteriskus (Psalmengebet): zeigt die Mittelkadenz eines Psalmverses an

### Kommunikationstechnik und Datenverarbeitung
- Sondertaste auf Telefontastaturen

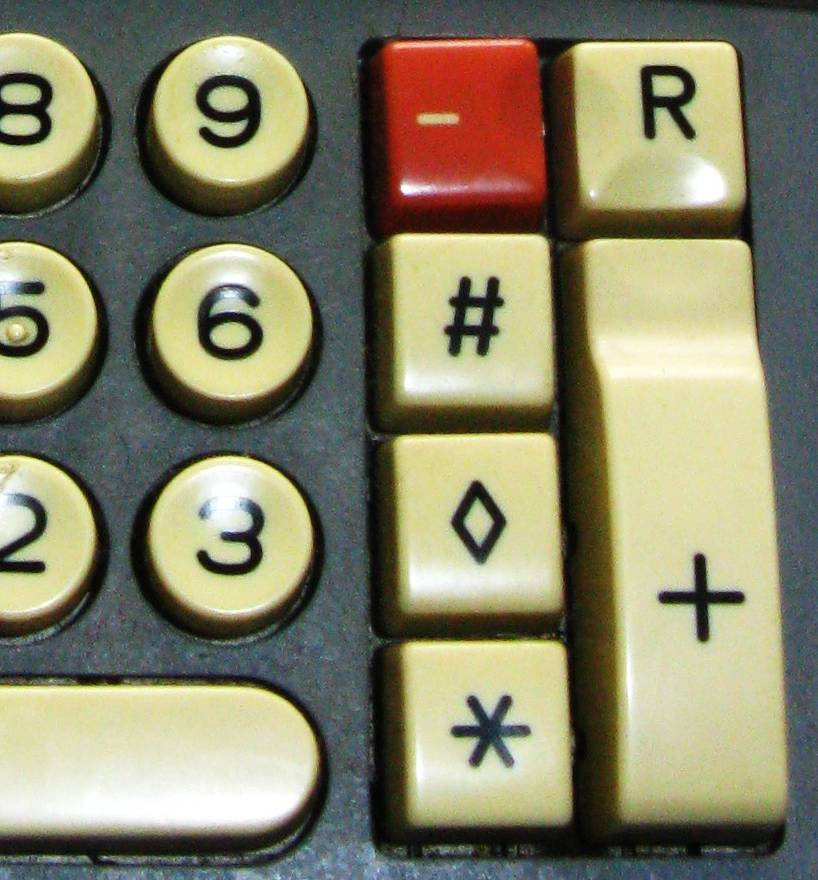
Klarstern-Taste auf einer Tischrechenmaschine, ca. 1970

- Auf Rechenmaschinen ist die Summen-Taste mit einem Sternsymbol („Klarstern“) gekennzeichnet.[7] In dieser Funktion ist das Symbol standardisiert in DIN ISO 7000 „Graphische Symbole auf Einrichtungen“ als Symbol ISO-7000-0656 „Total“ (dt. „Resultat“).
- Verschiedene Computer-Anwendungsprogramme akzeptieren das Sternchen als Tastatureingabe für das Malzeichen und stellen dieses dann auch als Sternchen dar.
- Bei der Eingabe von Passwörtern werden anstelle der eingegebenen Zeichen aus Sicherheitsgründen oftmals nur Sternchen angezeigt. Viele Betriebssysteme verwenden zu diesem Zweck mittlerweile das Sonderzeichen „schwarzer Kreis“ (●, siehe Unicodeblock Geometrische Formen).
- Fettkennzeichnung: Wenn keine Text-Formatierung verfügbar ist, wird das Sternchen häufig wie ein Anführungszeichen verwendet, um damit eine Hervorhebung oder den Schriftstil fett zu kennzeichnen. Da diese Schreibweisen auch in E-Mails gängig sind (da oft kein Rich Text Format verfügbar ist, beziehungsweise beim Aufkommen von E-Mail für diese noch nicht verwendbar war) wird in vielen E-Mail-Programmen solcher Text hervorgehoben. Zunehmend wird auch in den Kommentarfunktionen vieler Weblog-Systeme auf diese Funktionen zurückgegriffen, meist mithilfe verschiedener vereinfachter Auszeichnungssprachen (wie zum Beispiel Markdown): Diese verwenden zum Teil das Sternchen als „Quellcode“ zur Hervorhebung von Textstellen (*kursiv*, **fett**).
- Aufzählungszeichen: Ähnlich wie zur Fettkennzeichnung verhält es sich mit dem Sternchen als Aufzählungspunkt für Listen. Viele Textverarbeitungsprogramme wandeln daher ein alleinstehendes Sternchen am Beginn eines Absatzes während der Eingabe automatisch in ein formatiertes Listenelement um. Zum Beispiel Markdown oder auch Wikisyntax wandeln Zeilen die mit einem Sternchen beginnen nach bestimmten Regeln (eben der Syntax) in Listenelemente um.

### Mathematik
- Operator in der formalen Sprache, dort Kleene-Stern genannt
- Symbol für einen bestimmten/speziellen Wert {\displaystyle \!\ x^{*}} oder einen Punkt {\displaystyle \!\ P^{*}} mit einer besonderen Eigenschaft, einen kritischen/stationären Punkt/Wert, zur Abgrenzung von regulären Werten/Punkten, beispielsweise für einen Schnittpunkt, Extremum, eine Nullstelle usf.
- Symbol für die Faltung, einem mathematischen Operator zur Verknüpfung von Funktionen
- Kennzeichnung von konjugiert komplexen Zahlen und adjungierten Matrizen
- Kurzschreibweise für signifikante Gruppenunterschiede in der Statistik. Die Anzahl der Sternchen markiert hierbei das Signifikanzniveau, häufig verwendet werden p<0,05: *; p<0,01: ** und p<0,001: ***.[8]

### Informatik
- In vielen Programmiersprachen dient das Zeichen als Multiplikations-Operator.
  - Zwei aufeinanderfolgende Sternchen sind in BASIC, Ada, Fortran, Perl, Python und Ruby der Exponentialoperator.
- In C und C++ ist es außerdem der Dereferenzierungs-Operator und dient der Deklaration von Zeigern.
- Platzhalter (sogenannte Wildcards) in vielen Betriebssystemen oder Computerprogrammen, es steht für eine beliebige Zeichenkette.
  - Bei der Eingabe von Suchbegriffen bei Suchmaschinen, innerhalb von Websites oder in Datenbanken wird es oft als Platzhalter für unbekannte Zeichen(ketten) akzeptiert.

### Sprachwissenschaft
- In der Sprachwissenschaft (Linguistik) steht ein Sternchen oder manchmal verstärkend ein Doppelsternchen vor ungrammatischen, nicht akzeptablen Wortformen oder Satzkonstruktionen: (du) *gießst (Kennzeichnung einer Falschschreibung).
- Im sprachwissenschaftlichen Zweig der Philologie und in der Etymologie zeigt es an, dass eine Wurzel, ein Wort, eine Wortform oder eine Lautung nicht schriftlich bezeugt (belegt, überliefert), sondern erschlossen ist (rekonstruiert).

### Chemie
- In der Chemie kennzeichnet es das (oder ein) Stereozentrum bei chiralen Molekülen.

### Kunsttopographie
Im Dehio-Handbuch der Deutschen Kunstdenkmäler, der bekanntesten kunsttopograpischen Reihe im deutsprachen Raum, werden seit den 1960er Jahren als besondere Auszeichnung sogenannte „Dehio-Sternchen“ an der Seite des Satzspiegels verwendet. Die Begründung des Verlegers Michael Meier lautete: „Für die den Dehio nutzenden Reisenden solle gelten, dass die Aufnahme eines Objektes im Dehio einen Umweg auf ihrem touristischen Stadtspaziergang auslösen möge. Ein Sternchen hingegen solle darüber hinaus signalisieren, dass das Objekt eine eigene Reise wert sei. Dies sei nur ein Hinweis für Reisende, keinesfalls jedoch ein Urteil über die Bedeutung hinsichtlich des Denkmalschutzes.“ In einem Band soll die Anzahl von 150 Sternchen nicht überschritten werden. Die Dehio-Sternchen gingen auf ein Vorbild in den seit 1846 gebräuchlichen Auszeichnungen der Baedeker-Reiseführer zurück.

## Zeichencodierung

### Unicode
Der Unicode definiert eine Vielzahl an Sternen und sternähnlichen Symbolen:
| Codepunkt | Zeichen | Beschreibung                               | Bezeichnung im Standard          | Block                                            |
| --------- | ------- | ------------------------------------------ | -------------------------------- | ------------------------------------------------ |
| U+002A    | *       | Sternchen                                  | ASTERISK                         | Basis-Lateinisch (0000–007F)                     |
| U+066D    | ٭       | Arabischer Stern, fünfzackig               | ARABIC FIVE POINTED STAR         | Arabisch (0600–06FF)                             |
| U+203B    | ※       | Vierpunktkreuz (japanische Verweismarke)   | REFERENCE MARK                   | Allgemeine Interpunktion (2000–206F)             |
| U+2042    | ⁂       | Dreifachsternchen                          | ASTERISM                         | Allgemeine Interpunktion (2000–206F)             |
| U+204E    | ⁎       | tiefgestelltes Sternchen                   | LOW ASTERISK                     | Allgemeine Interpunktion (2000–206F)             |
| U+2051    | ⁑       | zwei vertikal angeordnete Sternchen        | TWO ASTERISKS ALIGNED VERTICALLY | Allgemeine Interpunktion (2000–206F)             |
| U+205C    | ⁜       | Kreuz mit Punkten                          | DOTTED CROSS                     | Allgemeine Interpunktion (2000–206F)             |
| U+2217    | ∗       | Hodge-Stern-Operator                       | ASTERISK OPERATOR                | Mathematische Operatoren (2200–22FF)             |
| U+229B    | ⊛       | eingekreister Sternoperator                | CIRCLED ASTERISK OPERATOR        | Mathematische Operatoren (2200–22FF)             |
| U+22C6    | ⋆       | Stern-Operator Verwendung: power in APL    | STAR OPERATOR                    | Mathematische Operatoren (2200–22FF)             |
| U+2605    | ★       | Schwarzer fünfzackiger Stern               | BLACK STAR                       | Verschiedene Symbole (2600-26FF)                 |
| U+2606    | ☆       | Weißer fünfzackiger Stern                  | WHITE STAR                       | Verschiedene Symbole (2600-26FF)                 |
| U+26B9    | ⚹       | Sextil                                     | SEXTILE                          | Verschiedene Symbole (2600–26FF)                 |
| U+2731    | ✱       | fettes Sternchen                           | HEAVY ASTERISK                   | Dingbats (2700–27BF)                             |
| U+2732    | ✲       | fettes Sternchen mit offener Mitte         | OPEN CENTRE ASTERISK             | Dingbats (2700–27BF)                             |
| U+2733    | ✳       | Vierbalkenkreuz                            | EIGHT SPOKED ASTERISK            | Dingbats (2700–27BF)                             |
| U+29C6    | ⧆       | Von einem Quadrat umschlossenes Sternchen  | SQUARED ASTERISK                 | Verschiedene mathematische Symbole-B (2980–29FF) |
| U+2A6E    | ⩮       | Gleichheitszeichen mit übergesetztem Stern | EQUALS WITH ASTERISK             | Zusätzliche Mathematische Operatoren (2A00–2AFF) |
| U+A673    | ﹡      | slawisches Sternchen                       | SLAVONIC ASTERISK                | Kyrillisch, erweitert-B (A640–A69F)              |
| U+FE61    | ﹡      | kleines Sternchen                          | SMALL ASTERISK                   | Kleine Formvarianten (FE50–FE6F)                 |
| U+FF0A    | ＊      | Sternchen vollbreit (CJK)                  | FULLWIDTH ASTERISK               | Halbbreite und vollbreite Formen (FF00–FFEF)     |
| U+1F7BE   | 🞾       | fettes Vierbalkenkreuz                     | HEAVY EIGHT SPOKED ASTERISK      | Geometrische Formen, erweitert (1F780–1F7FF)     |

Außerdem existieren im Unicodeblock Dingbats im Bereich U+2729–U+274B eine Reihe von mehr oder weniger sternförmigen Symbolzeichen (teils als ASTERISK benannt).

### TeX/LaTeX
In den Auszeichnungssprachen des Formelsatzes TeX respektive LaTeX kodiert man:
| Anweisung             | Symbol                       | Bemerkung                                                                                |
| --------------------- | ---------------------------- | ---------------------------------------------------------------------------------------- |
| *                     | *                            | Am Zeilenanfang ggf. \** benutzen                                                        |
| \textasteriskcentered | {\displaystyle \ast }        |                                                                                          |
| \ast                  | {\displaystyle \ast }        | Mathematik-Modus ($...$) benötigt                                                        |
| \circledast           | {\displaystyle \circledast } | Paket "amssymb" und Mathematik-Modus ($...$) benötigt                                    |
| \star                 | {\displaystyle \star }       | Mathematik-Modus ($...$) benötigt                                                        |
| \bigstar              | {\displaystyle \bigstar }    | Paket "amssymb" und Mathematik-Modus ($...$) benötigt                                    |
| \FiveStarOpen         | ☆                            | Paket "bbding" benötigt; beim Tief- oder Hochstellen in \mbox{} oder \text{} einzubetten |